# Hiroyuki Itō
Hiroyuki Itō (伊藤 裕之?, Itō Hiroyuki; ...) è un autore di videogiochi giapponese.

## Biografia
È conosciuto per aver diretto tre capitoli della famosa serie di videogiochi Final Fantasy (precisamente IX, XII e VI) e aver creato l'Active Time Battle (ATB), ampiamente utilizzato dalla Square (successivamente Square Enix) nei suoi videogiochi. È stato responsabile dei sistemi di combattimento in Final Fantasy IV (dove viene introdotto per la prima volta l'ATB), Final Fantasy V, VI, VIII, IX, XII, Final Fantasy Tactics e Deadman's Cross.
Ha co-diretto anche altri videogiochi della Square come The World Ends with You, Kingdom Hearts Coded e Final Fantasy All the Bravest.